# 14 października
14 października jest 287. (w latach przestępnych 288.) dniem w kalendarzu gregoriańskim. Do końca roku pozostaje 78 dni.

## Święta
- Imieniny obchodzą: Alan, Bernard, Burchard, Dominik, Donacjan, Fortunat, Fortunata, Gaja, Gajusz, Gaudencjusz, Gaudenty, Gwendalina, Just, Kalikst, Małgorzata, Parascewa, Rustyk, Rustyka i Witalia.
- Kościół Prawosławny Ukrainy, Polski Autokefaliczny Kościół Prawosławny – Święto Opieki Najświętszej Bogurodzicy (Pokrowa)
- Gruzja – Dzień Kościoła Sweti Cchoweli
- Jemen – Rocznica Rewolucji 1963 Roku
- Polska – Dzień Edukacji Narodowej (dawn. Dzień Nauczyciela)
- Międzynarodowe – Światowy Dzień Normalizacji (ang. World Standards Day; z inicjatywy Międzynarodowej Organizacji Normalizacyjnej (ISO) we współpracy z Polskim Komitetem Normalizacyjnym)[1]
- Ukraina – Dzień Obrońców i Obrończyń Ukrainy (w kontrze do poprzednio świętowanego 23 lutego postradzieckiego Dnia Obrońcy Ojczyzny)[2][3]
- Wspomnienia i święta w Kościele katolickim[4][5] obchodzą:
  - św. Burchard z Würzburga (biskup)
  - św. Fortunata (męczennica)
  - św. Just z Lyonu († IV wiek, biskup Lyonu)
  - św. Kalikst I (papież i męczennik)
  - św. Małgorzata Maria Alacoque (dziewica)
  - bł. Radzim Gaudenty (biskup) (również 12 października)

## Wydarzenia w Polsce
- 1140 – Papież Innocenty II potwierdził bullą protekcyjną biskupstwo pomorskie z siedzibą w Wolinie (później Kamieniu Pomorskim).
- 1413 – Wielki mistrz zakonu krzyżackiego Heinrich V von Plauen został obalony za sprawą wielkiego marszałka i komtura Królewca Michaela Küchmeistera von Sternberga, zwolennika dalszych układów z Polską, który został nowym zwierzchnikiem zakonu.
- 1458 – Wojna trzynastoletnia: wobec nierozwiązanej sytuacji pod Malborkiem (strona polska nie potrafiła zdobyć miasta, a krzyżacka twierdzy) obydwie strony zawarły w Prabutach dziewięciomiesięczny rozejm, w trakcie którego miały nastąpić rokowania pokojowe.
- 1520 – Wojna pruska: wojska najemne Krzyżaków pod dowództwem Wolfa von Schönberga zdobyły Miedzyrzecz.
- 1529 – I wojna austriacko-turecka: w obliczu zagrażających Śląskowi i Wrocławiowi wojsk tureckich rozpoczęto rozbiórkę opactwa św. Wincentego na Ołbinie, którego zabudowania klasztorne mogłyby stać się punktem oparcia dla najeźdźców.
- 1753 – Poświęcono kościół św. Stanisława w Siedlcach i kościół Zwiastowania Pańskiego w Stalowej Woli.
- 1587 – Wojska zgłaszającego pretensje do polskiego tronu Maksymiliana III Habsburga rozpoczęły oblężenie Krakowa.
- 1660 – IV wojna polsko-rosyjska: rozpoczęła się bitwa pod Cudnowem.
- 1672 – IV wojna polsko-turecka: zakończyła się udana wyprawa na czambuły tatarskie hetmana Jana Sobieskiego.
- 1676 – IV wojna polsko-turecka: zakończyła się nierozstrzygnięta bitwa pod Żurawnem.
- 1704 – III wojna północna: wojska saskie wraz z polskim pospolitym ruszeniem rozpoczęły oblężenie zajmowanego przez Szwedów Poznania.
- 1767 – Poseł rosyjski Nikołaj Repnin, aby złamać opór i sterroryzować polskich posłów przeciwnych równouprawnieniu innowierców i zawarciu traktatu gwarancyjnego pomiędzy Rzecząpospolitą i Imperium Rosyjskim, rozkazał oddziałom wojsk rosyjskich porwać przywódców konfederacji radomskiej: biskupa krakowskiego Kajetana Sołtyka, biskupa kijowskiego Józefa Andrzeja Załuskiego, hetmana polnego koronnego Wacława Rzewuskiego i jego syna Seweryna, a następnie zesłał ich do Kaługi, gdzie przebywali do 1773 roku. Pozbawiony opozycji Sejm uchwalił w lutym 1768 prawa kardynalne i przyjął gwarancję rosyjską. Rzeczpospolita stała się tym samym protektoratem Imperium Rosyjskiego.
- 1773 – Sejm Rozbiorowy powołał Komisję Edukacji Narodowej, pierwszą w Europie władzę oświatową o charakterze współczesnego ministerstwa oświaty publicznej.
- 1793 – Sterroryzowany przez rosyjskie wojsko Sejm grodzieński przyjął napisany przez Katarzynę II Wielką projekt wieczystego sojuszu polsko-rosyjskiego.
- 1861 – Rosyjski namiestnik hrabia Karol Lambert wprowadził stan wojenny na terytorium Królestwa Polskiego.
- 1919 – Pruski Sejm przyjął uchwałę o podziale niemieckiego Śląska na prowincje: Dolny Śląsk ze stolicą we Wrocławiu i Górny Śląsk ze stolicą w Opolu.
- 1942:
  - 21 osób zostało zamordowanych przez Niemców w czasie pacyfikacji wsi Otrocz na Lubelszczyźnie.
  - Na terenie Fabryki Broni w Radomiu Niemcy powiesili 26 jej pracowników.
- 1943:
  - W niemieckim obozie zagłady w Sobiborze wybuchł bunt więźniów.
  - W Wielkiej Wsi koło Końskich, na skutek zdrady, w niemieckiej obławie zginął ppor. cichociemny Waldemar Szwiec, komendant II Zgrupowania Partyzanckiego AK „Ponury” oraz żołnierze jego pocztu osłonowego: strz. Piotr Downar, strz. Janusz Rychter i plut. pchor. Stanisław Wolf. Ciężko ranna st. strz. Grażyna Śniadecka zmarła kilka godzin później w niemieckiej niewoli.
- 1959 – W Rybniku spłonęła północna wieża bazyliki św. Antoniego.
- 1966:
  - Na antenie TVP Warszawa wyemitowano premierowe wydanie Kuriera Mazowieckiego.
  - W Gorzowie Wielkopolskim odnotowano krajowe październikowe maksimum temperatury (+28,7 °C).
  - W pobliżu wsi Kletno w Sudetach odkryto Jaskinię Niedźwiedzią.
- 1968 – Premiera filmu Struktura kryształu w reżyserii Krzysztofa Zanussiego.
- 1988 – Utworzono rząd Mieczysława Rakowskiego.
- 1992 – Naczelny archiwista państwowy Rosji Rudolf Pichoja przekazał prezydentowi Lechowi Wałęsie kopie dokumentów dotyczących zbrodni katyńskiej.
- 1993 – Założono Muzeum Byłego Hitlerowskiego Obozu Zagłady w Sobiborze.
- 2009:
  - Jerzy Miller, Krzysztof Kwiatkowski i Adam Giersz weszli w skład I rządu Donalda Tuska.
  - W wyniku nagłego ataku zimy wiele miejscowości zostało pozbawionych prądu.

## Wydarzenia na świecie

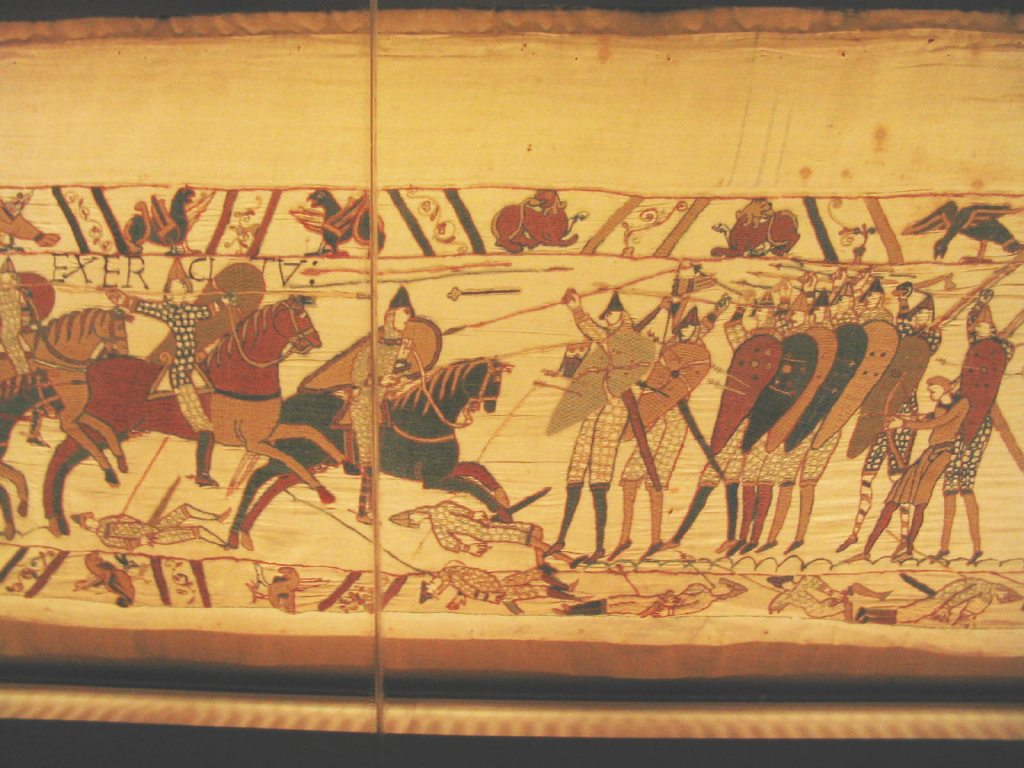
Fragment tkaniny z Bayeux, przedstawiającej bitwę pod Hastings

- 1066 – Normanowie pokonali pospolite ruszenie anglosaskie w bitwie pod Hastings.
- 1468 – Król Francji Ludwik XI i książę Burgundii Karol Zuchwały zawarli pokój w Péronne.
- 1529 – I wojna austriacko-turecka: wojska tureckie zakończyły nieudane oblężenie Wiednia.
- 1533 – Zwycięstwo wojsk geldryjskich nad fryzyjskimi w I bitwie pod Jemgum.
- 1573 – Książę Prus Albrecht Fryderyk Hohenzollern ożenił się w Królewcu z księżniczką Marią Eleonorą Jülich-Kleve-Berg.
- 1582 – Ze względu na wprowadzenie kalendarza gregoriańskiego w dniu 4 października, dat od 5 października do 14 października nie było we Francji, Hiszpanii, Italii, Portugalii i Rzeczypospolitej Obojga Narodów.
- 1655 – Założono uniwersytet w niemieckim Duisburgu.
- 1702 – Wojna o sukcesję hiszpańską: zwycięstwo wojsk francuskich nad cesarskimi w bitwie pod Friedlingen.
- 1706 – Założono miasto San Isidro w Argentynie.
- 1711 – Justus został cesarzem Etiopii.
- 1758:
  - Ukazało się pierwsze wydanie szwedzkiego dziennika „Norrköpings Tidningar”.
  - Wojna siedmioletnia: zwycięstwo wojsk austriackich nad pruskimi w bitwie pod Hochkirch.
- 1805 – III koalicja antyfrancuska: zwycięstwo wojsk francuskich nad austriackimi w bitwie pod Elchingen.
- 1806 – IV koalicja antyfrancuska: Napoleon Bonaparte i marszałek Louis Nicolas Davout odnieśli zwycięstwa nad wojskami pruskimi w bitwach pod Jeną i Auerstedt.
- 1809:
  - Francuzi zlikwidowali istniejącą od 1358 roku wolną republikę kupiecką ze stolicą w Raguzie (Dubrowniku).
  - Podpisano austriacko-francuski pokój w Schönbrunnie.
- 1810 – Wojny napoleońskie w Hiszpanii i Portugalii: zwycięska obrona 4. Pułku Piechoty Księstwa Warszawskiego przed atakiem brytyjskiego korpusu ekspedycyjnego w bitwie pod Fuengirolą.
- 1813 – VI koalicja antyfrancuska: stoczono bitwę pod Lieberwolkwitz.
- 1877 – Amerykański astronom Christian Peters odkrył planetoidę (176) Iduna.
- 1878 – W angielskim Sheffield rozegrano pierwszy w historii mecz piłkarski przy świetle elektrycznym z lamp łukowych.
- 1888 – Wyświetlono po raz pierwszy film krótkometrażowy Scenka ogrodu z Roundhay – najstarszy znany film w historii.
- 1892 – Arthur Conan Doyle wydał zbiór opowiadań Przygody Sherlocka Holmesa.
- 1895 – Francis Hagerup został premierem Norwegii.
- 1896 – Gen. Maresuke Nogi został 3. japońskim gubernatorem generalnym Tajwanu.
- 1904 – Niemiecki astronom Paul Götz odkrył planetoidy: (548) Kressida i (547) Praxedis.
- 1905 – Założono Międzynarodową Federację Lotniczą (FAI).
- 1907 – Początek kryzysu finansowego na nowojorskiej giełdzie papierów wartościowych.
- 1912:
  - Otwarto dla zwiedzających ogród zoologiczny w Rydze.
  - Ubiegający się o wybór na trzecią kadencję Theodore Roosevelt, 26. prezydent USA w latach 1901–1909, został postrzelony w Milwaukee przez chorego psychicznie emigranta z Niemiec.
- 1913 – 439 górników i ratowników zginęło w wyniku eksplozji i pożarów w kopalni węgla kamiennego w Senghenydd w Walii.
- 1915 – I wojna światowa: Bułgaria przystąpiła do wojny po stronie państw centralnych.
- 1917:
  - Piłkarska reprezentacja Urugwaju wygrała rozgrywany w Montevideo II turniej Copa América.
  - Premiera filmu niemego Kleopatra w reżyserii J. Gordona Edwardsa.
- 1918:
  - Ahmed İzzet Pasza został wielkim wezyrem tureckim.
  - Czechosłowacka Rada Narodowa powołała rząd tymczasowy.
- 1920 – W estońskim Tartu Finlandia i Rosja Radziecka zawarły traktat pokojowy.
- 1921 – W Bułgarii powołano opozycyjne wobec autorytarnego rządu Bułgarskiego Ludowego Związku Chłopskiego Porozumienie Narodowe.
- 1922 – Niemiecki astronom Karl Wilhelm Reinmuth odkrył planetoidę (985) Rosina.
- 1923 – Uruchomiono komunikację trolejbusową w Filadelfii.
- 1924 – Utworzono Tadżycką ASRR.
- 1926 – Ukazała się powieść dla dzieci Kubuś Puchatek Alana Alexandra Milne’a.
- 1931 – Manuel Azaña został premierem Hiszpanii.
- 1933 – Niemcy wystąpiły z Ligi Narodów.
- 1936 – Belgia zerwała sojusz wojskowy z Francją, chcąc zachować neutralność w razie ewentualnej wojny niemiecko-francuskiej.
- 1939 – Bitwa o Atlantyk:
  - Na południowy wschód od Irlandii brytyjskie niszczyciele zatopiły niemieckiego U-Boota U-45 wraz z całą, 38-osobową załogą.
  - W głównej bazie Royal Navy w Scapa Flow w wyniku storpedowania przez niemieckiego U-Boota U-47 zatonął pancernik HMS „Royal Oak”, w wyniku czego zginęło 833 spośród 1234 członków załogi.
- 1940:
  - Podczas zaciemnienia w Londynie piętrowy autobus wpadł do wypełniego wodą z uszkodzonego wodociągu leju po niemieckiej bombie, w wyniku czego zginęło 66 osób.
  - Założono honduraski klub piłkarski CD Vida.
- 1942:
  - Powstała Ukraińska Powstańcza Armia.
  - Serbscy czetnicy dokonali masakry ponad 500 Chorwatów i muzułmanów we wsiach w okolicach miasta Prozor w Bośni i Hercegowinie.
  - W kanale La Manche brytyjskie i norweskie okręty zatopiły niemiecki krążownik pomocniczy HSK „Komet” wraz z całą, 251-osobową załogą.
- 1943 – Japońscy okupanci proklamowali niepodległość Republiki Filipin i utworzyli marionetkowy rząd.
- 1944:
  - Faris al-Churi został premierem Syrii.
  - Odbył się zjazd założycielski Szwajcarskiej Partii Pracy.
  - Założono Moskiewski Państwowy Instytut Stosunków Międzynarodowych.
  - Zamieszany w zamach na Adolfa Hitlera feldmarszałek Erwin Rommel został zmuszony do popełnienia samobójstwa.
- 1945 – Rozpoczęło nadawanie północnokoreańskie, międzynarodowe „Radio Pyongyang” (od 2002 roku „Głos Korei”).
- 1947 – Amerykanin Chuck Yeager na samolocie Bell X-1 jako pierwszy pilot przekroczył barierę dźwięku.
- 1949 – Dokonano oblotu amerykańskiego samolotu transportowego Fairchild C-123 Provider.
- 1953 – Izraelscy komandosi przeprowadzili odwetowy atak na przygraniczną jordańską wioskę Quibya, wysadzając 42 domy, szkołę i meczet, w wyniku czego zginęło 75 Arabów.
- 1955 – W Wiedniu otwarto odbudowany po zniszczeniach wojennych Burgtheater.
- 1957 – Finka Marita Lindahl zdobyła w Londynie tytuł Miss World 1957.
- 1958:
  - Na Madagaskarze proklamowano powstanie Demokratycznej Republiki Malagasy, będącej autonomiczną republiką w ramach Wspólnoty Francuskiej.
  - W Jerozolimie wmurowano kamień węgielny pod budowę nowego gmachu Knesetu.
- 1962 – Kryzys kubański: amerykański samolot szpiegowski Lockheed U-2 wykonał zdjęcia radzieckich baz rakietowych na Kubie.
- 1963 – Wybuchło powstanie antybrytyjskie w Federacji Arabii Południowej.
- 1964:
  - Dokonano oblotu amerykańskiego ciężkiego śmigłowca transportowego Sikorsky CH-53E Super Stallion.
  - Pastor Martin Luther King został ogłoszony laureatem Pokojowej Nagrody Nobla.
  - W ZSRR odsunięto od władzy Nikitę Chruszczowa. Nowym I sekretarzem KC KPZR został Leonid Breżniew.
- 1965 – Dokonano oblotu amerykańskiego samolotu pasażerskiego Cessna 421.
- 1966:
  - Otwarto pierwszą linię metra w Montrealu.
  - W Holandii założono socjalliberalną partię polityczną Demokraci 66.
- 1969 – Olof Palme został premierem Szwecji.
- 1970 – W wyniku uderzenia pociągu w autokar na przejeździe koło Asan w Korei Południowej zginęło 44 nastoletnich chłopców i kierowca.
- 1973 – Wojna Jom Kipur: oddziały egipskie rozpoczęły jednoczesne natarcie w pięciu miejscach na okupowanym przez Izrael Synaju.
- 1978 – W Watykanie rozpoczęło się konklawe po nagłej śmierci Jana Pawła I, które 2 dni później wybrało na papieża arcybiskupa metropolitę krakowskiego, kardynała Karola Wojtyłę.
- 1979 – Pedofil i seryjny morderca chłopców Arthur Gary Bishop zamordował w Salt Lake City swą pierwszą spośród 5 ofiar.
- 1980 – Na lotnisku w Diyarbakir antyterroryści uwolnili 102 pasażerów i 7 członków załogi z porwanego dzień wcześniej, w czasie lotu z Monachium do Ankary, Boeinga 727 należącego do Turkish Airlines. W czasie akcji zostało rannych 2 z 5 porywaczy i 11 pasażerów, spośród których jeden zmarł następnego dnia w szpitalu.
- 1981 – Dotychczasowy wiceprezydent Husni Mubarak został zaprzysiężony na stanowisko prezydenta Egiptu, zastępując zamordowanego 6 października Anwara Sadata.
- 1987 – Doszło do krachu na Wall Street.
- 1994 – Premiera filmu sensacyjnego Pulp Fiction w reżyserii Quentina Tarantino.
- 1998 – W północnej Kanadzie otwarto kopalnię diamentów Ekati.
- 2004 – Po abdykacji swego ojca Norodoma Sihanuouka, książę Norodom Sihamoni został wybrany przez Radę Tronową na króla Kambodży.
- 2006:
  - Rząd w Chartumie zawarł ugodę z przywódcami Frontu Wschodniego, co zakończyło jedną z trzech rebelii w Sudanie.
  - W odpowiedzi na przeprowadzone przez Koreę Północną testy z bronią jądrową ONZ nałożyła na nią sankcje.
- 2007 – Na lotnisku w kanadyjskim Vancouver zmarł wskutek porażenia policyjnym paralizatorem Polak Robert Dziekański.
- 2008:
  - Konflikt nad Ussuri: Rosja przekazała Chinom 340 km² spornego terytorium granicznego.
  - Partia Konserwatywna wygrała wybory parlamentarne w Kanadzie.
  - Syria uznała niepodległość Libanu i nawiązała z nim stosunki dyplomatyczne.
  - Yehude Simon został premierem Peru.
- 2010:
  - Mark Rutte został premierem Holandii.
  - W Rosji rozpoczął się powszechny spis ludności.
- 2012 – Austriak Felix Baumgartner ustanowił rekord świata skacząc ze spadochronem z wysokości około 39 km nad pustynią w Nowym Meksyku.
- 2014 – Rada Najwyższa Ukrainy przyjęła ustawę o utworzeniu Narodowego Biura Antykorupcyjnego.
- 2017 – 587 osób zginęło, a 316 zostało rannych w samobójczym zamachu bombowym z użyciem samochodu-pułapki w Mogadiszu.
- 2018 – Papież Franciszek dokonał kanonizacji siedmiu błogosławionych, w tym papieża Pawła VI i salwadorskiego arcybiskupa męczennika Oscara Romero.
- 2021 – 46 osób zginęło, a 41 odniosło obrażenia w pożarze wieżowca w Kaohsiungu na Tajwanie.
- 2022 – 42 górników zginęło, a 27 odniosło obrażenia w eksplozji w kopalni węgla kamiennego w Amasarze w północnej Turcji.

## Eksploracja kosmosu
- 1965 – Wystrzelono amerykańskiego satelitę geofizycznego OGO 2.
- 1976 – Rozpoczęła się załogowa misja Sojuz 23 na stację orbitalną Salut 5. Z powodu awarii automatycznego systemu dokowania dwuosobowa załoga wróciła 16 października na Ziemię.
- 1983 – Radziecka sonda Wenera 16 weszła na orbitę Wenus.

## Urodzili się
- 1006 – Godfryd II Martel, hrabia Andegawenii (zm. 1060)
- 1257 – Przemysł II, książę wielkopolski i krakowski, król Polski (zm. 1296)
- 1404 – Maria Andegaweńska, królowa Francji (zm. 1463)
- 1414 – Karol Walezjusz, hrabia Mortain, Maine, Guise i Gien (zm. 1472)
- 1427 – Alessio Baldovinetti, włoski malarz (zm. 1499)
- 1465 – Konrad Peutinger, niemiecki humanista, ekonomista, dyplomata, polityk (zm. 1547)
- 1519 – Maria Hohenzollern, księżniczka brandenburska, elektorowa Palatynatu Reńskiego (zm. 1567)
- 1524 – Elżbieta Oldenburg, księżniczka duńska, księżna meklemburska na Schwerinie i Güstrowie (zm. 1586)
- 1527 – Giovanni Andrea Caligari, włoski duchowny katolicki, biskup, nuncjusz apostolski (zm. 1613)
- 1542 – Akbar, władca Imperium Mogołów w Indiach (zm. 1605)
- 1563 – Jodocus Hondius (starszy), holenderski rytownik, kartograf (zm. 1612)
- 1565 – Hipolit Galantini, włoski katecheta, błogosławiony (zm. 1619)
- 1567 – Franciszek Morales Sedeño, hiszpański dominikanin, misjonarz, męczennik, błogosławiony (zm. 1622)
- 1574 – Anna Duńska, księżniczka duńska i norweska, królowa Anglii i Szkocji (zm. 1619)
- 1598 – Nicolas de Neufville de Villeroy, francuski arystokrata, polityk, marszałek Francji (zm. 1685)
- 1630 – Zofia Dorota Wittelsbach, księżniczka palatynacka, elektorowa Hanoweru (zm. 1714)
- 1633 – Jakub II Stuart, król Anglii i Szkocji (zm. 1701)
- 1643 – Bahadur Szach I, władca Imperium Mogołów w Indiach (zm. 1712)
- 1644 – William Penn, angielski kwakier, założyciel Pensylwanii (zm. 1718)
- 1653 – Maria Poussepin, francuska zakonnica, błogosławiona (zm. 1744)
- 1687 – Robert Simson, szkocki matematyk (zm. 1768)
- 1696 – Samuel Johnson, amerykański duchowny anglikański, pedagog, filozof (zm. 1772)
- 1712 – George Grenville, brytyjski polityk, premier Wielkiej Brytanii (zm. 1770)
- 1723 – Chrystian Wilhelm Karol von Stutterheim, królewsko-polski i elektorsko-saski szambelan (zm. 1783)
- 1726 – Charles Middleton, brytyjski arystokrata, wojskowy, polityk (zm. 1813)
- 1732 – Franciszek Alojzy Gzowski, polski duchowny katolicki, biskup pomocniczy wileński (zm. 1786)
- 1733 – François Sébastien de Croix de Clerfayt, waloński feldmarszałek w służbie habsburskiej (zm. 1798)
- 1734 – Francis Lightfoot Lee, amerykański polityk (zm. 1797)
- 1739 – Ioan Bob, rumuński duchowny greckokatolicki, biskup Fogaraszu (zm. 1830)
- 1740 – Francesco Maria Ferreri, włoski duchowny katolicki, biskup nikopolski (zm. 1814)
- 1756 – Franciszek Mackiewicz, polski duchowny katolicki, biskup kamieniecki (zm. 1842)
- 1767 – Nicolas-Théodore de Saussure, szwajcarski fitochemik, botanik (zm. 1845)
- 1784 – Ferdynand VII, król Hiszpanii (zm. 1833)
- 1786 – Julius Jacob von Haynau, austriacki baron, feldmarszałek (zm. 1853)
- 1788 – Edward Sabine, brytyjski wojskowy, astronom, geodeta (zm. 1883)
- 1789 – Agustín Durán, hiszpański krytyk literacki (zm. 1862)
- 1791 – Friedrich Parrot, niemiecki przyrodnik, badacz, wspinacz (zm. 1841)
- 1794 – Marcin Gregor, polski duchowny luterański, pisarz religijny, pedagog (zm. 1863)
- 1797 – Ida Pfeiffer, austriacka podróżniczka, pisarka (zm. 1858)
- 1798:
  - Łukasz Baraniecki, polski duchowny katolicki, arcybiskup metropolita lwowski (zm. 1858)
  - Félix Duban, francuski architekt (zm. 1870)
- 1801:
  - Joseph Plateau, belgijski fizyk (zm. 1883)
  - Armand Trousseau, francuski pediatra (zm. 1867)
- 1802 – Henryk Emanuel Glücksberg, polski dziennikarz, księgarz, urzędnik pochodzenia żydowskiego (zm. 1870)
- 1808 – Ildefonse-René Dordillon, francuski duchowny katolicki, misjonarz, wikariusz apostolski Markizów (zm. 1888)
- 1813 – József Török, węgierski lekarz, chirurg, balneolog, wykładowca akademicki (zm. 1894)
- 1814 – Johan Georg Schwartze, holenderski malarz (zm. 1874)
- 1817 – Marcus Thrane, norweski dziennikarz, pisarz, działacz robotniczy (zm. 1890)
- 1819 – Piotr Burzyński, polski prawnik, wykładowca akademicki (zm. 1879)
- 1824 – Adolphe Monticelli, francuski malarz (zm. 1886)
- 1827 – Alfons Alfred von Bojanowsky, pruski student, rewolucjonista (zm. 1848)
- 1831 – Anna Róża Gattorno, włoska zakonnica, błogosławiona (zm. 1900)
- 1832 – Józef Wawel-Louis, polski prawnik, historyk, publicysta (zm. 1898)
- 1834 – Philipp Josef Pick, czeski dermatolog (zm. 1910)
- 1837 – Ellison Capers, amerykański nauczyciel, teolog, generał konfederacki (zm. 1908)
- 1840:
  - Friedrich Kohlrausch, niemiecki fizyk, wykładowca akademicki (zm. 1910)
  - Dmitrij Pisariew, rosyjski krytyk literacki, publicysta (zm. 1868)
- 1844 – Eli Bowen, amerykański artysta cyrkowy (zm. 1924)
- 1845 – Marian Jezus Euse Hoyos, kolumbijski duchowny katolicki, błogosławiony (zm. 1926)
- 1846:
  - Kazimierz Badeni, polski hrabia, polityk, premier Austrii (zm. 1909)
  - Albert Schickedanz, austro-węgierski architekt, malarz (zm. 1915)
- 1847 – António Soares dos Reis, portugalski rzeźbiarz, pedagog (zm. 1889)
- 1852 – Otto Binswanger, szwajcarski neurolog, psychiatra (zm. 1929)
- 1853 – Ciprian Porumbescu, rumuński kompozytor, dyrygent, skrzypek, pianista pochodzenia polskiego (zm. 1883)
- 1856 – Louis-Gustave Binger, francuski oficer, odkrywca, badacz Afryki Zachodniej (zm. 1936)
- 1857 – Elwood Haynes, niemiecki pionier motoryzacji (zm. 1925)
- 1861 – Alois Mrštík, czeski prozaik, dramaturg (zm. 1925)
- 1864:
  - Mieczysław Kaufman, polski lekarz, ginekolog, działacz społeczny (zm. 1916)
  - Stefan Żeromski, polski pisarz, publicysta (zm. 1925)
- 1869 – Alice Keppel, brytyjska arystokratka (zm. 1947)
- 1871:
  - Emanuel Hamburski, polski drukarz, redaktor, kupiec, działacz społeczny pochodzenia żydowskiego (zm. 1931)
  - Alexander von Zemlinsky, austriacki kompozytor, dyrygent (zm. 1942)
- 1872:
  - Reginald Doherty, brytyjski tenisista (zm. 1910)
  - Ole Østervold, norweski żeglarz sportowy (zm. 1936)
- 1873 – Ray Ewry, amerykański lekkoatleta, skoczek w dal z miejsca (zm. 1937)
- 1876 – Jules Bonnot, francuski anarchista (zm. 1912)
- 1879 – Miles Franklin, australijska pisarka, feministka (zm. 1954)
- 1881 – Konstanty Chyliński, polski historyk, polityk (zm. 1939)
- 1882 – Éamon de Valera, irlandzki polityk, premier i prezydent Irlandii pochodzenia hiszpańskiego (zm. 1975)
- 1884 – John B. Stetson Jr., amerykański dyplomata (zm. 1952)
- 1885 – Edward Detkens, polski duchowny katolicki, męczennik, błogosławiony (zm. 1942)
- 1888 – Katherine Mansfield, brytyjska pisarka (zm. 1923)
- 1890:
  - Janina Antoniewicz, polska biolog, botanik (zm. 1956)
  - Louis Delluc, francuski reżyser i krytyk filmowy (zm. 1924)
  - Dwight Eisenhower, amerykański generał, polityk, prezydent USA (zm. 1969)
- 1893 – Lillian Gish, amerykańska aktorka (zm. 1993)
- 1894:
  - E.E. Cummings, amerykański poeta, malarz (zm. 1962)
  - Heinrich Lübke, niemiecki polityk, prezydent RFN (zm. 1972)
  - Karol Plicka, czechosłowacki folklorysta, fotograf, filmowiec (zm. 1987)
- 1895 – Karl Franz Josef Bělař, austriacki protistolog (zm. 1931)
- 1896 – Wolf-Heinrich von Helldorf, niemiecki polityk (zm. 1944)
- 1897:
  - Michaił Danczenko, radziecki generał porucznik wojsk inżynieryjnych, polityk (zm. 1956)
  - Alicja Dorabialska, polska fizykochemik, wykładowczyni akademicka (zm. 1975)
  - Harald Strøm, norweski łyżwiarz szybki, piłkarz (zm. 1977)
- 1898:
  - Maurice Martenot, francuski wiolonczelista (zm. 1980)
  - Helmuth von Pannwitz, niemiecki generał (zm. 1947)
- 1899 – Alan Washbond, amerykański bobsleista (zm. 1965)
- 1900 – William Edwards Deming, amerykański statystyk (zm. 1993)
- 1901 – Anton von Braunmühl, niemiecki psychiatra (zm. 1957)
- 1902:
  - Learco Guerra, włoski kolarz szosowy i torowy (zm. 1963)
  - René Hamel, francuski kolarz szosowy (zm. 1992)
  - Hamazasp Harutiunian, radziecki dyplomata (zm. 1971)
  - Adam Lazarowicz, polski major piechoty, uczestnik podziemia antykomunistycznego (zm. 1951)
  - Aleksandr Leontjew, radziecki generał porucznik, funkcjonariusz służb specjalnych (zm. 1960)
  - Gábor P. Szabó, węgierski piłkarz (zm. 1950)
- 1903:
  - Klemens Bronk, polski polityk, działacz konspiracji antyhitlerowskiej (zm. 1964)
  - Stefan Jarosz, polski geograf, podróżnik (zm. 1958)
  - Władysław Potocki, polski arystokrata, przedsiębiorca (zm. 1973)
- 1904:
  - Liliana Lubińska, polska neurobiolog, wykładowczyni akademicka (zm. 1990)
  - Celina Niedźwiecka, polska aktorka (zm. 1988)
  - Michaił Pierwuchin, radziecki polityk (zm. 1978)
  - Christian Pineau, francuski polityk (zm. 1995)
- 1905:
  - Wincenty Burek, polski pisarz, publicysta (zm. 1988)
  - Pentti Haanpää, fiński pisarz (zm. 1955)
- 1906:
  - Hannah Arendt, amerykańska filozof, publicystka pochodzenia niemieckiego (zm. 1975)
  - Hasan al-Banna, egipski działacz religijny, fundamentalista islamski (zm. 1949)
  - Eleonora Lorentz, polska aktorka (zm. 1986)
- 1907:
  - Ignace Gelb, amerykański historyk, językoznawca pochodzenia żydowskiego (zm. 1985)
  - Allan Jones, amerykański aktor (zm. 1992)
- 1908:
  - Aleksander Blum, polski rusycysta, historyk emigracyjny (zm. 1996)
  - Rudolf Ismayr, niemiecki sztangista (zm. 1998)
- 1909:
  - Mochitsura Hashimoto, japoński komandor (zm. 2000)
  - Robert Mercier, francuski piłkarz (zm. 1958)
  - Bernd Rosemeyer, niemiecki kierowca wyścigowy (zm. 1938)
  - Aleksiej Szaposznikow, radziecki polityk (zm. 1981)
- 1910:
  - Vladas Bakūnas, litewski lekkoatleta, sprinter (zm. 1996)
  - Jan Mastalerczyk, polski harcerz (zm. 1927)
  - John Wooden, amerykański koszykarz, trener (zm. 2010)
- 1911 – Lê Đức Thọ, wietnamski generał, polityk, dyplomata (zm. 1990)
- 1912:
  - Joachim Badeni, polski hrabia, dominikanin, mistyk, rekolekcjonista (zm. 2010)
  - Jadwiga Gosławska, polska aktorka (zm. 2007)
  - Albert Richter, niemiecki kolarz torowy i szosowy (zm. 1940)
- 1913 – Józef Garliński, polski oficer, pisarz, historyk, działacz emigracyjny (zm. 2005)
- 1914:
  - Raymond Davis, amerykański fizyk, laureat Nagrody Nobla (zm. 2006)
  - Stanisław Laskowski, polski prawnik, polityk (zm. 2009)
- 1915:
  - Jerzy Bandura, polski rzeźbiarz, grafik, medalier (zm. 1987)
  - Loris Capovilla, włoski duchowny katolicki, osobisty sekretarz papieża Jana XXIII, arcybiskup Chieti, prałat Loreto, kardynał (zm. 2016)
- 1916:
  - Jack Arnold, amerykański reżyser filmowy (zm. 1992)
  - Hervey Gilbert Machen, amerykański polityk (zm. 1994)
  - Andrew Mynarski, kanadyjski pilot wojskowy pochodzenia polskiego (zm. 1944)
- 1917:
  - Tadeusz Cieślak, polski historyk (zm. 1985)
  - Aleksandr Priesniakow, radziecki generał porucznik lotnictwa (zm. 2010)
- 1918:
  - Justyna Kreczmarowa, polska aktorka (zm. 2008)
  - Thelma Coyne Long, australijska tenisistka (zm. 2015)
- 1920:
  - Ewaryst Jakubowski, polski porucznik, cichociemny, żołnierz AK, uczestnik powstania warszawkiego (zm. 1944)
  - Władimir Mikulicz, radziecki polityk (zm. 2000)
  - Nina Popelíková, czeska aktorka (zm. 1982)
- 1921:
  - Irena Elgas-Markiewicz, polska artystka fotograf, dokumentalistka (zm. 2019)
  - Rufina Gaszewa, radziecka podpułkownik lotnictwa (zm. 2012)
  - Tadao Uesako, japoński gimnastyk (zm. 1986)
  - Kazimierz Wasiłowski, polski plutonowy, żołnierz AK, uczestnik powstania warszawskiego (zm. 1944)
- 1922:
  - Bohdan Kosiński, polski reżyser filmów dokumentalnych (zm. 2003)
  - Harutiun Mykyrtczian, radziecki major (zm. 2002)
- 1923:
  - Joel Barnett, brytyjski polityk (zm. 2014)
  - Władysław Pawelec, polski fotograf (zm. 2004)
- 1924:
  - Ramón Castro Ruz, kubański polityk, rewolucjonista (zm. 2016)
  - Robert Webber, amerykański aktor (zm. 1989)
- 1925:
  - Władimir Fetin, rosyjski reżyser filmowy (zm. 1981)
  - Zygmunt Ławrynowicz, polski poeta, tłumacz, publicysta (zm. 1987)
  - André-Jacques Marie, francuski lekkoatleta, płotkarz
  - Tadeusz Sroczyński, polski generał brygady (zm. 1992)
- 1926:
  - Willy Alberti, holenderski piosenkarz, aktor, prezenter telewizyjny (zm. 1985)
  - Conrad Drzewiecki, polski tancerz, choreograf, reformator baletu (zm. 2007)
  - Henryk Pruchniewicz, polski ekonomista, polityk, minister przemysłu chemicznego (zm. 2006)
- 1927:
  - Thomas Luckmann, niemiecki socjolog (zm. 2016)
  - Roger Moore, brytyjski aktor (zm. 2017)
  - Emil Pažický, słowacki piłkarz (zm. 2003)
- 1928:
  - Arnfinn Bergmann, norweski skoczek narciarski (zm. 2011)
  - Camille DesRosiers, kanadyjski duchowny katolicki posługujący w Tuvalu, superior Funafuti (zm. 2016)
  - Jan Krucina, polski duchowny katolicki, teolog, filozof, socjolog (zm. 2020)
  - Héctor Rial, hiszpański piłkarz, trener pochodzenia argentyńskiego (zm. 1991)
  - Adolf Słaboń, polski żużlowiec (zm. 2005)
- 1929:
  - Yvon Durelle, kanadyjski bokser (zm. 2007)
  - Karl Robatsch, austriacki szachista (zm. 2000)
- 1930:
  - Schafik Handal, salwadorski dowódca partyzancki, polityk (zm. 2006)
  - Renate-Charlotte Rabbethge, niemiecka dziennikarka, polityk, eurodeputowana
  - Mobutu Sese Seko, zairski dowódca wojskowy, polityk, prezydent Zairu (zm. 1997)
  - Bogusław Sochnacki, polski aktor (zm. 2004)
- 1931:
  - Rinus Bennaars, holenderski piłkarz (zm. 2021)
  - Heinz Fütterer, niemiecki lekkoatleta, sprinter (zm. 2019)
  - (lub 13 października) István Gulyás, węgierski tenisista (zm. 2000)
  - Sylva Hnátková-Kysilková, czeska taterniczka, alpinistka (zm. 2013)
  - Jan Partyka, polski prawnik, kolekcjoner militariów, działacz społeczny (zm. 2019)
  - Rafael Puyana, kolumbijski klawesynista (zm. 2013)
- 1932:
  - Joseph Symons, amerykański duchowny katolicki, biskup Palm Beach
  - Wolf Vostell, niemiecki malarz, rzeźbiarz (zm. 1998)
- 1933:
  - Wilfried Dietrich, niemiecki zapaśnik (zm. 1992)
  - Antal Végh, węgierski pisarz (zm. 2000)
- 1934:
  - José Wellington Bezerra da Costa, brazylijski pastor zielonoświątkowy
  - Zbigniew Kostrzewa, polski lekarz, poeta, polityk, poseł na Sejm kontraktowy
  - Michaił Kozakow, rosyjsko-izraelski aktor, reżyser i scenarzysta filmowy (zm. 2011)
- 1935:
  - Ralph Dupas, amerykański bokser (zm. 2008)
  - Stanisław Hochuł, polski rzeźbiarz
  - La Monte Young, amerykański kompozytor
- 1936:
  - Andrzej Antkowiak, polski aktor (zm. 1979)
  - Hans Kraay, holenderski piłkarz (zm. 2017)
  - Barbara Sass, polska reżyserka filmowa (zm. 2015)
  - Czesław Stopka, polski aktor (zm. 2019)
  - Dyanne Thorne, amerykańska aktorka, modelka (zm. 2020)
- 1937:
  - Carroll Ballard, amerykański reżyser filmowy
  - Łeonid Kołumbet, radziecki kolarz torowy i szosowy (zm. 1983)
- 1938:
  - Władisław Krapiwin, rosyjski pisarz science fiction, krytyk literacki (zm. 2020)
  - Farah Pahlawi, szachbanu Iranu
  - Pierre Schori, szwedzki polityk, dyplomata pochodzenia szwajcarskiego
  - Bogusław Stokowski, polski aktor (zm. 1994)
- 1939:
  - Ralph Lauren, amerykański projektant mody
  - Edoardo Menichelli, włoski duchowny katolicki, arcybiskup Ancony-Osimo, kardynał
  - Janusz Sławiński, polski kompozytor, aranżer, dyrygent (zm. 2015)
  - Litokwa Tomeing, marszalski polityk, prezydent Wysp Marshalla (zm. 2020)
- 1940:
  - Mariolina De Fano, włoska aktorka (zm. 2020)
  - Perrie Mans, południowoafrykański snookerzysta (zm. 2023)
  - Walenty (Miszczuk), rosyjski biskup prawosławny
  - Cliff Richard, brytyjski piosenkarz
- 1941:
  - Renato Boncioni, włoski kolarz szosowy
  - Aleksandr Burdonski, rosyjski reżyser teatralny (zm. 2017)
  - Peter Ducke, niemiecki piłkarz
  - Ileana Silai, rumuńska lekkoatletka, biegaczka średniodystansowa (zm. 2025)
  - Roger Taylor, brytyjski tenisista
  - Teresa Trzeciak, polska towaroznawczyni, nauczycielka akademicka, działaczka hospicyjna (zm. 2019)[6][7]
- 1942:
  - Charlie Cooke, szkocki piłkarz
  - Marek Czasnojć, polski fotografik, fotoreporter, marynista
  - Tadeusz Zbigniew Dworak, polski astronom, pisarz, wykładowca akademicki (zm. 2013)
  - Jerzy Musiałek, polski piłkarz, trener (zm. 1980)
  - Péter Nádas, węgierski prozaik, dramaturg, eseista, fotograf
  - Andrzej Stankiewicz, polski okulista (zm. 2018)
- 1943:
  - Saeed Anwar, pakistański hokeista na trawie (zm. 2004)
  - Peter Gatter, niemiecki dziennikarz (zm. 1997)
  - Andrej Glavan, słoweński duchowny katolicki, biskup Novego mesta
  - Iva Nebeská, czeska językoznawczyni, bohemistka, psycholingwistka
  - Andrzej Przedworski, polski scenograf filmowy (zm. 2002)
- 1944:
  - Christian Bujeau, francuski aktor
  - Serghei Covaliov, rumuński kajakarz, kanadyjkarz (zm. 2011)
  - Şerif Gören, turecki reżyser, scenarzysta i montażysta filmowy (zm. 2024)
  - Tomasz Jaworski, polski historyk, wykładowca akademicki
  - Udo Kier, niemiecki aktor
  - Doug McMillan, amerykański piłkarz, trener pochodzenia szkockiego
  - Christa Merten, niemiecka lekkoatletka, biegaczka średniodystansowa (zm. 1986)
  - Aleksiej Sisakian, rosyjski fizyk, matematyk, wykładowca akademicki pochodzenia ormiańskiego (zm. 2010)
- 1945:
  - Krystyna Bednarska-Ruszajowa, polska bibliolog, bibliograf, historyk literatury, profesor nauk humanistycznych (zm. 2008)
  - Rafael Blanquer, hiszpański lekkoatleta, skoczek w dal
  - Karin Brandauer, austriacka reżyserka filmowa (zm. 1992)
  - Bo Könberg, szwedzki polityk
  - Krzysztof Korzeński, polski inżynier geodezji górniczej, polityk, poseł na Sejm PRL
  - Walerij Wojkin, rosyjski lekkoatleta, kulomiot
- 1946:
  - François Bozizé, środkowoafrykański polityk, prezydent Republiki Środkowoafrykańskiej
  - Pawieł Czuchraj, rosyjski aktor, reżyser, scenarzysta i operator filmowy
  - Justin Hayward, brytyjski gitarzysta, wokalista, członek zespołu The Moody Blues
  - Grażyna Langowska, polska polityk, poseł na Sejm RP (zm. 2009)
  - Dan McCafferty, brytyjski wokalista, członek zespołu Nazareth (zm. 2022)
  - Craig Venter, amerykański biotechnolog, biolog, przedsiębiorca
- 1947:
  - Bernard Ginoux, francuski duchowny katolicki, biskup Montauban
  - Juan del Río Martín, hiszpański duchowny katolicki, arcybiskup Ordynariatu Wojskowego Hiszpanii (zm. 2021)
  - Herman Suradiradja, indonezyjski szachista (zm. 2016)
  - Nikolai Volkoff, chorwacki wrestler (zm. 2018)
  - Tomasz Wołek, polski dziennikarz, publicysta, komentator sportowy (zm. 2022)
- 1948:
  - Marcia Barrett, jamajska wokalistka, członkini zespołu Boney M.
  - Eduardo Bonomi, urugwajski polityk, minister pracy i opieki społecznej, minister spraw wewnętrznych (zm. 2022)
  - Jerzy Kranz, polski prawnik, dyplomata
- 1949:
  - Dosyteusz (Motika), serbski biskup prawosławny
  - Françoise Pascal, francuska aktorka, modelka
  - Maria Podgórska, polska ekonomistka (zm. 2022)
  - Karel Rais, czeski inżynier, nauczyciel akademicki, polityk
- 1950:
  - Iosif Dan, rumuński polityk (zm. 2007)
  - Kurt Jara, austriacki piłkarz, trener
  - Jacek Kasprzycki, polski malarz, grafik, wideo-artysta, scenarzysta, reżyser i realizator filmów
  - Sheila Young, amerykańska łyżwiarka szybka, kolarka torowa
- 1951:
  - Peter Abir Antonisamy, indyjski duchowny katolicki, biskup Sultanpet
  - Andrzej Chętko, polski grafik, typograf, wykładowca akademicki
  - Aad van den Hoek, holenderski kolarz szosowy
- 1952:
  - Harry Anderson, amerykański aktor, komik, magik (zm. 2018)
  - Nikołaj Andrianow, rosyjski gimnastyk sportowy (zm. 2011)
  - Ryszard Bissinger, polski piłkarz ręczny (zm. 2015)
  - Claude Ferragne, kanadyjski lekkoatleta, skoczek wzwyż (zm. 2024)
  - Lois Hamilton, amerykańska aktorka (zm. 1999)
  - Tadeusz Komendant, polski pisarz, krytyk literacki, tłumacz (zm. 2019)
  - Urszula Prasek, polska lekkoatletka, biegaczka średnio- i długodystansowa
  - Kaija Saariaho, fińska kompozytorka (zm. 2023)
- 1953:
  - Greg Evigan, amerykański aktor, kompozytor
  - Olga Haus, polska internistka, biolog i genetyk molekularna, wykładowczyni akademicka
  - Kazimierz Krzowski, polski strażak, nadbrygadier, komendant główny Państwowej Straży Pożarnej
  - Robert Joe Long, amerykański seryjny morderca i gwałciciel (zm. 2019)
  - Aldo Maldera, włoski piłkarz (zm. 2012)
  - Joseph Nguyễn Đức Cường, wietnamski duchowny katolicki, biskup Thanh Hóa
  - Tadeusz Pawłowski, polski piłkarz, trener
  - Józef Przytycki, polski matematyk, wykładowca akademicki
- 1954:
  - Bang Dae-du, południowokoreański zapaśnik
  - Gerhard Breitenberger, austriacki piłkarz
  - Josip Čop, chorwacki piłkarz
  - Uładzimir Kaściukou, białoruski piłkarz (zm. 2015)
  - Wadim (Łaziebny), rosyjski biskup prawosławny
- 1955:
  - Stanislav Bernard, czeski przedsiębiorca
  - Wojciech Tomasik, polski historyk i teoretyk literatury
  - Carole Tongue, brytyjska polityk, eurodeputowana
- 1956:
  - Constanze Krehl, niemiecka informatyk, polityk, eurodeputowana
  - Peter Lüscher, szwajcarski narciarz alpejski
  - Jiří Pokorný, czeski kolarz torowy i szosowy
- 1957:
  - Piotr Dmochowski-Lipski, polski nmenedżer, finansista, przedsiębiorca, dyplomata
  - Julius Dusin Gitom, malezyjski duchowny katolicki, biskup Sandakanu
  - Rafael Soto Andrade, hiszpański jeździec sportowy
  - Ikuo Takahara, japoński piłkarz
  - Enzo Traverso, włoski dziennikarz, pisarz
- 1958:
  - Jagoda Adamus, polska malarka, teoretyk i historyk sztuki, wykładowczyni akademicka (zm. 2014)
  - Adrian Curaj, rumuński inżynier elektronik, wykładowca akademicki, polityk
  - Thomas Dolby, brytyjski muzyk, autor tekstów, piosenkarz, producent muzyczny
  - Giuseppe Fioroni, włoski lekarz, polityk
  - Isabel Sabogal Dunin-Borkowski, polsko-peruwiańska pisarka, poetka, tłumaczka
  - Alfred Xuereb, maltański duchowny katolicki, arcybiskup, nuncjusz apostolski
- 1959:
  - Aleksiej Kasatonow, rosyjski hokeista, trener i działacz hokejowy
  - Ireneusz Kłos, polski siatkarz, trener
  - Vilius Navickas, litewski inżynier, przedsiębiorca, polityk, samorządowiec, mer Wilna
  - A.J. Pero, amerykański perkusista, członek zespołów: Twisted Sister, Cities, The Foundry i Adrenaline Mob (zm. 2015)
  - Sandra Torres, gwatemalska polityk, pierwsza dama
- 1960:
  - Sara Ballantyne, amerykańska kolarka górska
  - Dariusz Bożek, polski samorządowiec, prezydent Tarnobrzega
  - Steve Cram, brytyjski lekkoatleta, średniodystansowiec
  - Marta Urbanová, czeska hokeistka na trawie
  - Piotr Zawadzki, polski aktor
- 1961:
  - Jacek Bartoszcze, polski generał brygady pilot (zm. 2005)
  - Romulus Gabor, rumuński piłkarz
  - Valērijs Kravcovs, łotewski polityk pochodzenia rosyjskiego
  - Brian Laws, angielski piłkarz, trener
  - Parmeet Sethi, indyjski aktor
  - Gary Taylor, walijski sztangista, kulturysta, trójboista siłowy, strongman pochodzenia kanadyjskiego
- 1962:
  - Jaan Ehlvest, amerykański szachista pochodzenia estońskiego
  - Trevor Goddard, brytyjski aktor (zm. 2003)
  - Krzysztof Langer, polski aktor, kabareciarz
  - Szachar Perkiss, izraelski tenisista
  - Paolo Salvatelli, włoski żużlowiec
  - Charles C. Steidel, amerykański astronom, wykładowca akademicki
  - Janusz Szugzda, polski piłkarz
  - Andrzej Zieliński, polski aktor
- 1963:
  - Borisław Abadżiew, bułgarski bokser
  - Helena Langšádlová, czeska polityk, eurodeputowana
  - Lori Petty, amerykańska aktorka
  - Alessandro Safina, włoski śpiewak operowy (tenor)
  - Andrzej Sypytkowski, polski kolarz szosowy
- 1964:
  - Grzegorz Czelej, polski dentysta, samorządowiec, polityk, senator RP
  - Joe Girardi, amerykański baseballista
  - Andrew McKenzie, brytyjski duchowny katolicki, biskup Dunkeld
  - Dorota Waszczuk, polska lekkoatletka, kulomiotka
- 1965:
  - Steve Coogan, brytyjski aktor, komik, scenarzysta i producent filmowy
  - Jüri Jaanson, estoński wioślarz, polityk
  - Jacek Milewski, polski przedsiębiorca, samorządowiec, prezydent Nowej Soli
  - Małgorzata Osiej-Gadzina, polska aktorka
  - Luis Gabriel Ramírez Díaz, kolumbijski duchowny katolicki, biskup El Banco i Ocaña (zm. 2023)
- 1966:
  - Danuta Dudzińska-Wieczorek, polska śpiewaczka operowa (sopran)
  - Edward Kerr, amerykański aktor
  - Isabelle Le Callennec, francuska ekonomistka, polityk
  - Serhij Paszynski, ukraiński przedsiębiorca, polityk
- 1967:
  - Ralph Leonhardt, niemiecki kombinator norweski
  - Kirsi Piha, fińska ekonomistka, polityk
  - Jason Plato, brytyjski kierowca wyścigowy
  - Alain Roche, francuski piłkarz
  - Bogdan Sawicki, polski dziennikarz, prezenter radiowy i telewizyjny, lektor (zm. 2018)
- 1968:
  - Robert C. Cooper, kanadyjski reżyser, scenarzysta i producent filmowy
  - Richard Hart, kanadyjski curler
  - Matthew Le Tissier, angielski piłkarz
  - Roger Moorehouse, brytyjski pisarz, historyk
  - Dwayne Schintzius, amerykański koszykarz (zm. 2012)
  - Shōko Yoshimura, japońska zapaśniczka
- 1969:
  - Karsten Baumann, niemiecki piłkarz, trener
  - P.J. Brown, amerykański koszykarz
  - Petra Henzi, szwajcarska kolarka górska
  - Wiktor Onopko, rosyjski piłkarz pochodzenia ukraińskiego
  - Renata Szynalska, polska polityk, posłanka na Sejm RP
- 1970:
  - Jim Jackson, amerykański koszykarz
  - Jon Seda, amerykański koszykarz pochodzenia portorykańskiego
  - Magda Wierzycka, południowoafrykańska bizneswoman pochodzenia polskiego
  - Pär Zetterberg, szwedzki piłkarz
- 1971:
  - Jorge Costa, portugalski piłkarz, trener (zm. 2025)
  - Marc Foucan, francuski lekkoatleta, sprinter
  - Żanetta Gruszczyńska-Ogonowska, polska aktorka
  - Frédéric Guesdon, francuski kolarz szosowy
  - Jyrki Katainen, fiński polityk, premier Finlandii
  - Roman (Kymowycz), ukraiński biskup prawosławny
  - Beatrice Lorenzin, włoska polityk
- 1972:
  - Dariusz Domagalski, polski pisarz, scenarzysta komiksowy
  - Johann Grégoire, francuski narciarz dowolny
  - Ferenc Hámori, węgierski piłkarz
  - Iwo Pawłowski, polski aktor (zm. 2024)
- 1973:
  - Andżelika Borys, białoruska nauczycielka, działaczka polskiej mniejszości narodowej
  - Steven Bradbury, australijski łyżwiarz szybki, specjalista short tracku
  - Ener Julio, kolumbijski bokser
  - Þórður Guðjónsson, islandzki piłkarz
  - Fabián O’Neill, urugwajski piłkarz (zm. 2022)
  - Cláudio Roberto Souza, brazylijski lekkoatleta, sprinter
- 1974:
  - Igor Frender, polski poeta, prozaik, dramaturg
  - Władimir Kononow, ukraiński wojskowy, separatysta
  - Bartłomiej Kuraś, polski dziennikarz, pisarz
  - Tümer Metin, turecki piłkarz
  - Giovanni Pérez, wenezuelski piłkarz
  - Viktor Röthlin, szwajcarski lekkoatleta, długodystansowiec i maratończyk
  - Tomislav Rukavina, chorwacki piłkarz, trener
  - Stefan Ude, niemiecki basista, członek zespołu Guano Apes
  - Kimberly Williams, amerykańska koszykarka
- 1975:
  - Michael Duberry, angielski piłkarz
  - Sławomir Kruszkowski, polski wioślarz
  - Floyd Landis, amerykański kolarz szosowy
  - Mark Siebeck, niemiecki siatkarz
  - Brandon Slay, amerykański zapaśnik
- 1976:
  - Bruno Aeberhard, szwajcarski bobsleista
  - Joanna Bednarska, polska judoczka
  - Rui Cordeiro, portugalski rugbysta
  - Anna Malujdy, polska siatkarka
  - Bas Muijs, holenderski aktor
  - Carolina Tejera, wenezuelska aktorka, modelka
  - Daniel Tjärnqvist, szwedzki hokeista
  - Anna Wagener, mołdawska szachistka
  - Andreas Widhölzl, austriacki skoczek narciarski
- 1977:
  - Aaron Armstrong, trynidadzko-tobagijski lekkoatleta, sprinter
  - Bianca Beauchamp, kanadyjska modelka erotyczna
  - Joey Didulica, chorwacko-australijski piłkarz, bramkarz
  - Grzegorz Juszczyk, polski doktor nauk medycznych, urzędnik
  - Asier Maeztu, hiszpański kolarz torowy i szosowy
  - Jesper Bruun Monberg, duński żużlowiec
  - Violetta Oblinger-Peters, austriacka kajakarka górska
  - Adam Pengilly, brytyjski skeletonista
  - Nikoła Poposki, macedoński polityk
  - Katarzyna Rogowiec, polska biegaczka narciarska, biathlonistka, paraolimpijka, działaczka społeczna
  - Daniel Torres, kostarykański piłkarz
  - Oleg Velyky, niemiecki piłkarz ręczny pochodzenia ukraińskiego (zm. 2010)
- 1978:
  - Allison Forsyth, kanadyjska narciarka alpejska
  - Paul Hunter, angielski snookerzysta (zm. 2006)
  - José Luis Reséndez, meksykański aktor, model
  - Kathleen Rubins, amerykańska mikrobiolog, astronautka
  - Alonso Solís, kostarykański piłkarz
  - Steven Thompson, szkocki piłkarz
  - Usher, amerykański piosenkarz, aktor
- 1979:
  - Clarke Carlisle, angielski piłkarz
  - Stacy Keibler, amerykańska wrestlerka, aktorka, modelka
  - Mindaugas Mizgaitis, litewski zapaśnik
  - Cédric Moubamba, gaboński piłkarz
  - Marcus Paus, norweski kompozytor
  - Guillermo Pérez, meksykański taekwondzista
  - Rodrigo Tello, chilijski piłkarz
  - Won Hye-kyung, południowokoreańska łyżwiarka szybka, specjalistka short tracku
- 1980:
  - Paúl Ambrosi, ekwadorski piłkarz
  - Cansu Dere, turecka aktorka, modelka
  - Julien Desrosiers, francuski hokeista pochodzenia kanadyjskiego
  - Veronika Halder, austriacka saneczkarka
  - Maciej Konieczny, polski kulturoznawca, polityk, poseł na Sejm RP
  - Jordan Minew, bułgarski piłkarz
  - Weselin Minew, bułgarski piłkarz
  - Michał Mulawa, polski samorządowiec, wicemarszałek województwa lubelskiego
  - Oh Yoon-ah, południowokoreańska aktorka, modelka
  - Jonelle Price, nowozelandzka jeźdźczyni sportowa
  - Ben Whishaw, brytyjski aktor
- 1981:
  - Rusłan Alachno, białoruski piosenkarz
  - Michaił Jełgin, rosyjski tenisista
  - Wojciech Orłowski, polski zapaśnik, zawodnik MMA
  - Jakub Tokarz, polski judoka, kajakarz, paraolimpijczyk
- 1982:
  - Władimir Diatczin, rosyjski pływak
  - Benn Harradine, australijski lekkoatleta, dyskobol
  - Marc Ryan, nowozelandzki kolarz szosowy i torowy
  - Benh Zeitlin, amerykański reżyser, kompozytor, animator
- 1983:
  - Betty Heidler, niemiecka lekkoatletka, młociarka
  - Lin Dan, chiński badmintonista
  - Vanessa Lane, amerykańska aktorka pornograficzna
  - Karsten Lauritzen, duński polityk
  - Richard Mateelong, kenijski lekkoatleta, długodystansowiec
  - David Oakes, brytyjski aktor
- 1984:
  - Swietłana Bolszakowa, rosyjska lekkoatletka, trójskoczkini
  - Ali Bouachium, algierski zapaśnik
  - Jaime Espinal, portorykański zapaśnik
  - Jared Jordan, amerykański koszykarz
  - Marek Poznański, polski archeolog, polityk, poseł na Sejm RP
  - Santino Quaranta, amerykański piłkarz pochodzenia włoskiego
  - Claudia Rauschenbach, niemiecka łyżwiarka figurowa
  - Alex Scott, angielska piłkarka
  - Marek Subocz, polski nauczyciel, polityk, wicewojewoda zachodniopomorski
- 1985:
  - Manuel Belletti, włoski kolarz szosowy
  - Andrea Fischbacher, austriacka narciarka alpejska
  - Witalij Fridzon, rosyjski koszykarz
  - Ryan Kankowski, południowoafrykański rugbysta pochodzenia polskiego
  - Miyuki Maeda, japońska badmintonistka
  - Sherlyn, meksykańska aktorka, piosenkarka
  - Piotr Żurawski, polski aktor
- 1986:
  - Kelly-Ann Baptiste, trynidadzko-tobagijska lekkoatletka, sprinterka
  - Anastasija Docenko, rosyjska biegaczka narciarska
  - Sandra Gruszczyńska, polska judoczka
  - Henrique, brazylijski piłkarz
  - Cameron Jerome, angielski piłkarz
  - Aleksandr Kazakevič, litewski zapaśnik
  - Saber Khelifa, tunezyjski piłkarz
  - Ileana Leyendeker, argentyńska siatkarka
  - Wesley Matthews, amerykański koszykarz
  - Miuosh, polski raper, producent muzyczny
- 1987:
  - Fathia Ali Bourrale, dżibutyjska lekkoatletka, sprinterka
  - Kole Calhoun, amerykański baseballista
  - Claudio Lombardelli, luksemburski piłkarz
  - Tomás Pina, hiszpański piłkarz
  - Paweł Wakarecy, polski pianista, pedagog
- 1988:
  - Yusef Ali, katarski piłkarz pochodzenia saudyjskiego
  - Florencia Carlotto, argentyńska siatkarka
  - MacKenzie Mauzy, amerykańska aktorka
  - Glen Maxwell, australijski krykiecista
  - Max Thieriot, amerykański aktor
  - Ocean Vuong, wietnamsko-amerykański pisarz
- 1989:
  - Piotr Brzózka, polski kolarz górski
  - Luca Matteotti, włoski snowboardzista
- 1990:
  - Mikołaj Lebedyński, polski piłkarz
  - Rodrigo Ramallo, boliwijski piłkarz
  - Anthony Ujah, nigeryjski piłkarz
- 1992:
  - Sylvain André, francuski kolarz BMX
  - Ahmed Musa, nigeryjski piłkarz
  - Andżelika Przybylska, polska lekkoatletka, dyskobolka
- 1993:
  - Ashton Agar, australijski krykiecista
  - Rafał Augustyniak, polski piłkarz
  - Magdalena Korzystka, polska judoczka
  - Andriej Miedwiediew, rosyjski saneczkarz
- 1994:
  - Carly DeHoog, amerykańska siatkarka
  - Wallace Fortuna dos Santos, brazylijski piłkarz
  - Sönke Rothenberger, niemiecki jeździec sportowy
- 1995:
  - An Se-hyeon, południowokoreańska pływaczka
  - Ajk Mnacakanian, rosyjski i bułgarski zapaśnik pochodzenia ormiańskiego
  - Aleksandra Wajler, polska koszykarka
- 1997:
  - Felix Hoffmann, niemiecki skoczek narciarski
  - Advan Kadušić, bośniacki piłkarz
- 1998:
  - Kenneth Bednarek, amerykański lekkoatleta, sprinter
  - Tim Grozer, niemiecki siatkarz pochodzenia węgierskiego
  - Safaa Hadi, iracki piłkarz
- 1999 – Isak Amundsen, norweski piłkarz
- 2000:
  - Arthur Leclerc, monakijski kierowca wyścigowy
  - Adam Piątek, polski koszykarz
- 2001:
  - Turpal Bisultanov, duński zapaśnik pochodzenia czeczeńskiego
  - Rowan Blanchard, amerykańska aktorka, piosenkarka
  - Bendik Jakobsen Heggli, norweski skoczek narciarski
  - Stefan Tomović, serbski piłkarz
- 2002 – Luis Engel, niemiecki szachista
- 2003:
  - Fatjon Bunjaku, kosowski piłkarz
  - Cade Cowell, amerykański piłkarz pochodzenia meksykańskiego
- 2004:
  - Gabriel Bortoleto, brazylijski kierowca wyścigowy
  - Nik Mujanović, słoweński siatkarz

## Zmarli
- 530 – Dioskur, antypapież (ur. ?)
- 1006 – Radzim Gaudenty, czeski duchowny katolicki, pierwszy arcybiskup metropolita na ziemiach polskich, błogosławiony (ur. 960–70)
- 1047 – Henryk VII Bawarski, hrabia Luksemburga (jako Henryk II), książę Bawarii (ur. ok. 1005)
- 1066 – Harold II, król Anglii (ur. ok. 1022)
- 1092 – Nizam al-Mulk, uczony i wezyr w państwie Seldżuków (ur. 1019)
- 1103 – Humbert II Gruby, hrabia Sabaudii (ur. ok. 1070)
- 1143 – Mikołaj Swiatosza, święty mnich prawosławny (ur. 1080)
- 1217 – Avisa z Gloucester, angielska arystokratka (ur. ?)
- 1256 – Yoritsugu Kujō, japoński siogun (ur. 1239)
- 1274 – Henryk Plantagenet, angielski książę, następca tronu (ur. 1267)
- 1318 – Edward de Bruce, król Irlandii (ur. ok. 1280)
- 1502 – Diego Hurtado de Mendoza, hiszpański duchowny katolicki, arcybiskup Sewilli, kardynał (ur. 1444)
- 1536 – Garcilaso de la Vega, hiszpański żołnierz, poeta (ur. 1501 lub 03)
- 1542 – Łukasz Górka, polski duchowny katolicki, biskup kujawski, polityk (ur. 1482)
- 1552 – Oswald Myconius, szwajcarski teolog protestancki (ur. 1488)
- 1568 – Jakob Arcadelt, flamandzki kompozytor (ur. ok. 1500)
- 1576 – Konrad Heresbach, niemiecki humanista, wykładowca akademicki (ur. 1496)
- 1579 – Marcello Venusti, włoski malarz (ur. ok. 1512)
- 1581 – Mikołaj Sienicki, polski szlachcic, polityk (ur. ok. 1520)
- 1619 – Samuel Daniel, angielski pisarz, historyk (ur. ok. 1562)
- 1628 – Iacopo Nigreti, włoski malarz (ur. 1544)
- 1638 – Gabriello Chiabrera, włoski poeta (ur. 1552)
- 1688 – Joachim von Sandrart, niemiecki malarz, miedziorytnik, teoretyk sztuki (ur. 1606)
- 1669 – Pietro Antonio Cesti, włoski kompozytor (ur. 1623)
- 1700 – (między tym dniem a 2 czerwca 1701) Anna Stanisławska, polska poetka (ur. 1651–1654)
- 1703 – Thomas Kingo, duński duchowny luterański, poeta (ur. 1634)
- 1711 – Teofil, cesarz Etiopii (ur. 1708)
- 1719 – Arnold Houbraken, holenderski malarz, rytownik, krytyk sztuki, historiograf (ur. 1660)
- 1735 – Jerzy Aleksander Lubomirski, polski polityk, wojewoda sandomierski, oboźny koronny (ur. 1666)
- 1740 – Domenico Alberti, włoski kompozytor, klawesynista, śpiewak (ur. ok. 1710)
- 1758:
  - Fryderyk Franciszek Brunswick-Lüneburg, książę, generał pruski (ur. 1732)
  - Wilhelmina, księżniczka pruska, margrabina Bayreuth (ur. 1709)
- 1765 – Michał Pilchowski, polski duchowny luterański, pedagog, tłumacz (ur. ok. 1695)
- 1771 – František Xaver Brixi, czeski organista, kompozytor (ur. 1732)
- 1793 – Piotr Adrian Toulorge, francuski duchowny katolicki, męczennik, błogosławiony (ur. 1757)
- 1800 – Jerzy Marcin Lubomirski, polski generał, polityk, pamiętnikarz (ur. 1738)
- 1803:
  - Ami Argand, szwajcarski fizyk, chemik, konstruktor, wynalazca (ur. 1750)
  - Herkules III d’Este, książę Modeny i Reggio (ur. 1727)
- 1804 – Samuel John Potter, amerykański prawnik, polityk (ur. 1753)
- 1817 – Fiodor Uszakow, rosyjski admirał (ur. 1745)
- 1831 – Jean-Louis Pons, francuski astronom (ur. 1761)
- 1853 – Elisha Mathewson, amerykański polityk (ur. 1767)
- 1856 – Johann Kaspar Mertz, austro-węgierski gitarzysta, kompozytor (ur. 1806)
- 1857:
  - Johan Christian Clausen Dahl, duński malarz (ur. 1788)
  - Ignacy Komorowski, polski kompozytor (ur. 1824)
- 1866 – Józef Lex, polski wojskowy, uczestnik powstania listopadowego, malarz (ur. 1791)
- 1884 – Ramón Allende Padín, chilijski lekarz, polityk (ur. 1845)
- 1889 – Jan Mieczkowski, polski fotograf (ur. 1830)
- 1890:
  - Josef Václav Frič, czeski prozaik, poeta, dziennikarz, polityk (ur. 1829)
  - Maksymilian Nitsch, polski architekt, przedsiębiorca budowlany (ur. 1843)
- 1893 – August Lindbergh, szwedzki rolnik, polityk (ur. 1808)
- 1901 – Marceli Nencki, polski lekarz, fizjolog, chemik, wykładowca akademicki, uczestnik powstania styczniowego (ur. 1847)
- 1902 – Fryderyk Eisenbraun, polski fabrykant pochodzenia niemieckiego (ur. 1822)
- 1903 – Michał Popiel, polski ziemianin, polityk, burmistrz Sambora (ur. 1816)
- 1904 – Czesław Uhma, polski dermatolog, wenerolog (ur. 1862)
- 1908 – Paul Christoph Hennings, niemiecki botanik, mykolog, samouk (ur. 1941)
- 1910 – Georges Mathias, francuski pianista, kompozytor (ur. 1826)
- 1911 – John Marshall Harlan, amerykański prawnik, polityk, sędzia Sądu Najwyższego (ur. 1833)
- 1913 – August Raubal, polski działacz społeczny, adwokat, pedagog (ur. 1862)
- 1918 – Władysław Nowicki, polski pisarz, filolog, pedagog (ur. 1846)
- 1919:
  - Georg Wilhelm von Siemens, niemiecki przemysłowiec (ur. 1855)
  - Jan (Smirnow), rosyjski biskup prawosławny (ur. 1844)
  - Ángel Villoldo, argentyński kompozytor, poeta (ur. 1861)
- 1921 – Eugen Dombrowski, warmiński nauczyciel, historyk, muzealnik, wydawca (ur. 1853)
- 1923 – Marcellus Emants, holenderski pisarz (ur. 1848)
- 1924 – Wincenty Szuwalski, polski podporucznik, uczestnik powstania styczniowego (ur. 1842)
- 1925:
  - Samuel M. Ralston, amerykański prawnik, polityk (ur. 1857)
  - Eugen Sandow, niemiecki siłacz (ur. 1867)
- 1927 – Ceno Kryeziu, albański polityk, dyplomata (ur. 1895)
- 1928 – Henryk Budkowski, polski pułkownik kawalerii (ur. 1879)
- 1929 – Shtjefën Kostantin Gjeçov, albański franciszkanin, teolog, prawnik (ur. 1874)
- 1930 – Eberhard Mohnicke, niemiecki pilot wojskowy, as myśliwski (ur. 1898)
- 1932:
  - Ludwik Napoleon Józef Bonaparte, francuski arystokrata, wojskowy (ur. 1864)
  - Katherine Plunket, irlandzka arystokratka, ilustratorka botaniczna, superstulatka (ur. 1820)
- 1933 – Shepherd Ivory Franz, amerykański fizjolog, wykładowca akademicki akademicki (ur. 1874)
- 1934:
  - Michaił Matiuszyn, rosyjski kompozytor, skrzypek, malarz, teoretyk sztuki (ur. 1861)
  - Friedrich Schultze, niemiecki neurolog (ur. 1848)
- 1935:
  - Jaan Koort, estoński rzeźbiarz, malarz (ur. 1883)
  - Józef Trzeciak, polski rolnik, polityk, poseł na Sejm RP (ur. 1874)
- 1936 – Anna María Aranda Riera, hiszpańska działaczka Akcji Katolickiej, męczennica, błogosławiona (ur. 1888)
- 1939:
  - Wiktor Czekmariow, rosyjski generał, emigracyjny publicysta i pisarz historyczny (ur. 1861)
  - Alexander Gelhaar, niemiecki dowódca okrętów podwodnych (ur. 1908)
  - Samuel Meyerson, polski laryngolog pochodzenia żydowskiego (ur. 1851)
- 1940 – Diana Karenne, polska aktorka (ur. 1888)
- 1941:
  - Karel Robětín, czeski tenisista (ur. 1889)
  - Józef Jan Siemieński, polski historyk prawa, publicysta, archiwista, wykładowca akademicki (ur. 1882)
  - Kazimierz Sławiński, polski chemik, wykładowca akademicki (ur. 1870)
  - Hjalmar Söderberg, szwedzki pisarz (ur. 1869)
- 1942:
  - Józefa Mikowa, polska działaczka patriotyczna i społeczna (ur. 1897)
  - Józef Wójcik, polski porucznik pilot (ur. 1915)
- 1943:
  - Saul Czernichowski, żydowski lekarz, poeta, tłumacz (ur. 1875)
  - Siegfried Graetschus, niemiecki funkcjonariusz nazistowski (ur. 1916)
  - Sergiusz (Griszyn), rosyjski biskup prawosławny (ur. 1899)
  - Jimmy Matthews, australijski krykiecista (ur. 1884)
  - Johann Niemann, niemiecki funkcjonariusz nazistowski (ur. 1913)
  - Waldemar Szwiec, polski podporucznik, żołnierz AK, cichociemny (ur. 1915)
- 1944:
  - Pawieł Babajłow, radziecki pilot wojskowy, as myśliwski (ur. 1919)
  - Bronisław Budkiewicz, polski porucznik rezerwy, inżynier, działacz niepodległościowy, społeczny i spółdzielczy (ur. 1902)
  - Tadeusz Gebethner, polski księgarz, piłkarz, działacz sportowy, porucznik kawalerii (ur. 1897)
  - Nikołaj Gietmanski, radziecki kapitan (ur. 1904)
  - Marko Murat, serbski malarz (ur. 1864)
  - Erwin Rommel, niemiecki feldmarszałek (ur. 1891)
- 1946:
  - Manus van Diermen, holenderski piłkarz (ur. 1895)
  - Tadeusz Gajda, polski kapitan, żołnierz AK, dowódca oddziału NZW (ur. 1924)
- 1947 – Grigorij Tatarkin, rosyjski generał lejtnant (ur. 1873)
- 1948:
  - Michał Janik, polski historyk literatury, pedagog, działacz społeczny i narodowościowy (ur. 1874)
  - Ermete Zacconi, włoski aktor (ur. 1857)
- 1949:
  - Fritz Leiber, amerykański aktor (ur. 1882)
  - Roman Łysko, ukraiński duchowny greckokatolicki, męczennik, błogosławiony (ur. 1914)
- 1950:
  - Nikołaj Aleksiejew, radziecki inżynier-kontradmirał (ur. 1901)
  - António Maria da Silva, portugalski polityk, premier Portugalii (ur. 1872)
- 1951:
  - Stanisław Kakowski, polski uczestnik podziemia antykomunistycznego (ur. 1898)
  - Włodzimierz Kozubski, polski prawnik, wykładowca akademicki (ur. 1880)
- 1952 – Hugo Lehner, szwajcarski przewodnik górski, narciarz alpejski, biathlonista, aktor, producent filmowy (ur. 1901)
- 1953:
  - Émile Sarrade, francuski rugbysta (ur. 1877)
  - Kyūichi Tokuda, japoński prawnik, polityk komunistyczny (ur. 1894)
- 1955:
  - Jan Andricki, serbołużycki działacz społeczny i kulturalny, nauczyciel, publicysta (ur. 1880)
  - Zygmunt Wojciechowski, polski historyk państwa i prawa, wykładowca akademicki (ur. 1900)
- 1956 – Jehanne d’Alcy, francuska aktorka (ur. 1865)
- 1957 – Natanael Berg, szwedzki kompozytor (ur. 1879)
- 1958:
  - Adam Bogoria-Zakrzewski, polski kapitan kawalerii (ur. 1882)
  - Douglas Mawson, australijski geolog, polarnik, wykładowca akademicki (ur. 1882)
  - Nikołaj Zabołocki, rosyjski poeta, prozaik, tłumacz (ur. 1903)
- 1959:
  - Errol Flynn, amerykański aktor pochodzenia australijskiego (ur. 1909)
  - Genzō Kurita, japoński seryjny morderca (ur. 1926)
- 1960:
  - Paweł Danowski, polski nauczyciel, działacz ludowy, polityk, poseł na Sejm PRL (ur. 1898)
  - Sigurd Hoel, norweski pisarz, wydawca (ur. 1890)
  - Abram Ioffe, rosyjski fizyk, wykładowca akademicki (ur. 1880)
  - Jean Nabert, francuski filozof, bibliotekarz (ur. 1881)
- 1961:
  - Rudolf Kesselring, niemiecki duchowny luterański, filozof, teolog, wykładowca akademicki (ur. 1884)
  - Remigiusz Kwiatkowski, polski pułkownik, dziennikarz, poeta, tłumacz (ur. 1884)
  - Werner Probst, niemiecki kierowca, ofiara muru berlińskiego (ur. 1936)
  - Paul Ramadier, francuski polityk, premier Francji (ur. 1888)
  - Tadeusz Zelenay, polski poeta, prozaik, tłumacz (ur. 1913)
- 1962 – Mauricio Cravotto, urugwajski architekt (ur. 1893)
- 1964 – Aleksander Słonimski, rosyjski literaturoznawca, pisarz pochodzenia żydowskiego (ur. 1881)
- 1965:
  - Şaja Batyrow, radziecki i turkmeński polityk (ur. 1908)
  - William Hogenson, amerykański lekkoatleta, sprinter (ur. 1884)
  - Randall Jarrell, amerykański poeta (ur. 1914)
  - Stanisław Rymar, polski historyk, pisarz, publicysta, polityk, poseł na Sejm RP (ur. 1886)
- 1966 – Douglas McWhirter, angielski piłkarz (ur. 1886)
- 1967:
  - Marcel Aymé, francuski pisarz, scenarzysta filmowy (ur. 1902)
  - Jan Kruszyński, polski i brytyjski histolog, embriolog, wykładowca akademicki (ur. 1903)
- 1968 – Adolf Langrod, polski inżynier kolejnictwa pochodzenia żydowskiego (ur. 1876)
- 1969:
  - Harry Haffner, niemiecki prawnik, prezes Trybunału Ludowego (ur. 1900)
  - Petras Karla, litewski wioślarz (ur. 1937)
  - Leon Pasternak, polski pisarz (ur. 1910)
- 1971:
  - Claude Beck, amerykański kardiochirurg (ur. 1894)
  - Wanda Boerner-Przewłocka, polska architekt, żołnierz AK, uczestniczka powstania warszawskiego (ur. 1903)
  - Mieczysław Kreutz, polski filozof, psycholog, wykładowca akademicki (ur. 1893)
  - Andrzej Szczudlik, polski polityk, poseł na Sejm PRL (ur. 1900)
- 1972:
  - Józef Kamiński, polsko-izraelski kompozytor, wiolonczelista (ur. 1903)
  - Maria Morstin-Górska, polska poetka, publicystka, tłumaczka (ur. 1893)
- 1973:
  - Wawrzyniec Dolata, polski sierżant (ur. 1894)
  - Bjarne Frang, norweski łyżwiarz szybki (ur. 1893)
- 1974:
  - Fernando Bonatti, włoski gimnastyk (ur. 1894)
  - Egon Erzum, niemiecki policjant, zbrodniarz wojenny, polityk (ur. 1904)
  - Jerzy Sochocki, polski generał brygady (ur. 1895)
- 1975:
  - Nikołaj Bordylonok, radziecki polityk (ur. 1918)
  - Krešimir Georgijević, chorwacki slawista, badacz literatury polskiej, tłumacz (ur. 1907)
- 1976:
  - Edith Evans, brytyjska aktorka (ur. 1888)
  - Stanisław Mglej, polski lekarz weterynarii, polityk emigracyjny (ur. 1900)
- 1977:
  - Bing Crosby, amerykański aktor, piosenkarz (ur. 1903)
  - Zygmunt Dygat, polski pianista (ur. 1894)
  - Ryszard Kiersnowski, polski pisarz (ur. 1912)
  - Hans Konheisner, niemiecki malarz, grafik, rysownik (ur. 1896)
  - Francis Ryan, amerykański piłkarz (ur. 1908)
- 1978:
  - Mosze Aram, izraelski polityk (ur. 1896)
  - Bolesław Filipiak, polski kardynał, dziekan Roty Rzymskiej (ur. 1901)
  - Władimir Miasiszczew, radziecki konstruktor lotniczy (ur. 1902)
- 1980 – Stanisław Pelc, polski pułkownik dyplomowany piechoty (ur. 1895)
- 1981 – Zoltán Huszárik, węgierski reżyser i scenarzysta filmowy (ur. 1931)
- 1982:
  - Dmitrij Krupin, radziecki wojskowy, polityk (ur. 1895)
  - Otto von Porat, norweski bokser (ur. 1903)
- 1983:
  - Ignacy Różycki, polski duchowny katolicki, teolog, wykładowca akademicki (ur. 1911)
  - Horia Stancu, rumuński pisarz (ur. 1926)
  - Ikuko Yoda, japońska lekkoatletka, sprinterka i płotkarka (ur. 1938)
- 1984 – Martin Ryle, brytyjski fizyk, astronom, wykładowca akademicki, laureat Nagrody Nobla (ur. 1918)
- 1985 – Emil Gilels, rosyjski pianista (ur. 1916)
- 1986:
  - Barbara Kostrzewska, polska śpiewaczka, reżyserka (ur. 1915)
  - Bilal Xhaferri, albański pisarz, publicysta (ur. 1935)
  - Keenan Wynn, amerykański aktor (ur. 1916)
- 1987:
  - Elżbieta Barszczewska, polska aktorka (ur. 1913)
  - Nikołaj Biełow, rosyjski zapaśnik (ur. 1919)
  - Rodolfo Halffter, hiszpański kompozytor pochodzenia niemieckiego (ur. 1900)
- 1988 – Ryszard Kołakowski, polski taternik, alpinista, himalaista (ur. 1954)
- 1989 – Kławdia Majuczaja, radziecka lekkoatletka, oszczepniczka (ur. 1918)
- 1990:
  - Leonard Bernstein, amerykański kompozytor, pianista, dyrygent pochodzenia żydowskiego (ur. 1918)
  - Irina Odojewcewa, rosyjska poetka, pisarka (ur. 1895)
- 1991 – Jicchak Golan, izraelski polityk (ur. 1912)
- 1992:
  - Tadeusz Jędrzejewski, polski dziennikarz, żołnierz AK, uczestnik powstania warszawskiego (ur. 1921)
  - Irena Jadwiga Kozłowska, polska pisarka (ur. 1912)
  - William Waddell, szkocki piłkarz, trener (ur. 1921)
- 1993:
  - Harald Hennum, norweski piłkarz (ur. 1928)
  - Jerzy Rayski, polski fizyk teoretyczny, wykładowca akademicki (ur. 1917)
- 1994:
  - Petar Šegedin, jugosłowiański lekkoatleta, długodystansowiec (ur. 1926)
  - Nikołaj Skomorochow, radziecki pilot wojskowy, as myśliwski, marszałek lotnictwa (ur. 1920)
- 1995:
  - Edith Pargeter, brytyjska pisarka (ur. 1913)
  - Irena Popławska, polska historyk sztuki, publicystka (ur. 1924)
  - Eleni Wlachu, grecka dziennikarka (ur. 1911)
- 1996:
  - Tadeusz Grzelak, polski bokser (ur. 1929)
  - Laura La Plante, amerykańska aktorka (ur. 1904)
  - Wojciech Ziętarski, polski aktor, reżyser, pedagog (ur. 1937)
- 1997:
  - Piedade Coutinho-Tavares, brazylijska pływaczka (ur. 1920)
  - Janusz Piasny, polski ekonomista, wykładowca akademicki (ur. 1930)
  - Harold Robbins, amerykański pisarz (ur. 1916)
- 1998:
  - Ryszard Bondyra, polski rolnik, polityk, poseł na Sejm RP (ur. 1956)
  - Vedat Kokona, albański pisarz, satyryk, romanista, tłumacz, wykładowca akademicki (ur. 1913)
  - Giorgio Oberweger, włoski lekkoatleta, dyskobol (ur. 1913)
- 1999 – Julius Nyerere, tanzański polityk, prezydent Tanzanii (ur. 1922)
- 2000:
  - Wasil Basałaj, białoruski ekonomista, inżynier, polityk (ur. 1950)
  - Czesław Basztura, polski specjalista w dziedzinie akustyki, wykładowca akademicki (ur. 1946)
  - Stefan Bergman, polski działacz komunistyczny, publicysta pochodzenia żydowskiego (ur. 1904)
- 2001:
  - Franciszek Stopniak, polski duchowny katolicki, historyk, wykładowca akademicki (ur. 1930)
  - Zhang Xueliang, chiński generał, polityk (ur. ok. 1901)
- 2002:
  - Seymour Rexite, amerykański aktor, wokalista pochodzenia żydowskiego (ur. 1908)
  - Norbert Schultze, niemiecki kompozytor (ur. 1911)
- 2003:
  - Muchtar wuld Dadda, mauretański polityk, pierwszy prezydent Mauretanii (ur. 1924)
  - Léon Schwartzenberg, francuski onkolog, polityk, eurodeputowany pochodzenia żydowskiego (ur. 1923)
  - Knud Leif Thomsen, duński reżyser i scenarzysta filmowy (ur. 1924)
- 2004:
  - Juan Fresno, chilijski kardynał (ur. 1914)
  - Iwan Szamiakin, białoruski pisarz, polityk (ur. 1921)
- 2005:
  - Ryszard Grząślewicz, polski matematyk, wykładowca akademicki (ur. 1953)
  - Elda Pucci, włoska lekarka, działaczka samorządowa, polityk, burmistrz Palermo, eurodeputowana (ur. 1928)
- 2006:
  - Jared Anderson, amerykański muzyk, kompozytor, wokalista, członek zespołów: Morbid Angel i Hate Eternal (ur. 1975)
  - Chun Wei Cheung, holenderski wioślarz pochodzenia chińskiego (ur. 1972)
  - Mila Felzensztejn, radziecki starszy lejtnant pochodzenia żydowskiego (ur. 1924)
  - Freddy Fender, amerykański piosenkarz pochodzenia meksykańskiego (ur. 1937)
  - Henryk Szczurzyński, polski piłkarz, bramkarz (ur. 1926)
- 2007:
  - Big Moe, amerykański raper (ur. 1974)
  - Barbara Lasocka-Pszoniak, polska pedagog (ur. 1933)
- 2008 – Kazys Petkevičius, litewski koszykarz (ur. 1926)
- 2009:
  - Kazimierz Furman, polski poeta, prozaik, felietonista (ur. 1949)
  - Wiktor Żylin, ukraiński piłkarz, trener (ur. 1923)
- 2010:
  - Malcolm Allison, angielski piłkarz, trener (ur. 1927)
  - Patryk Jakubowski, polski strzelec sportowy (ur. 1992)
  - Simon MacCorkindale, brytyjski aktor, reżyser, scenarzysta i producent filmowy, telewizyjny i teatralny (ur. 1952)
  - Benoît Mandelbrot, francusko-amerykański matematyk, wykładowca akademicki pochodzenia żydowskiego (ur. 1924)
  - Larry Siegfried, amerykański koszykarz (ur. 1939)
  - Tadeusz Styczeń, polski duchowny katolicki, salwatorianin, etyk, filozof, wykładowca akademicki (ur. 1931)
- 2011:
  - Pavlina Nikaj, albańska piosenkarka (ur. 1931)
  - Stanisław Panek, polski działacz polityczny, dyplomata (ur. 1928)
  - Laura Pollán, kubańska nauczycielka, dysydentka, działaczka na rzecz praw człowieka (ur. 1948)
  - Ndrek Prela, albański aktor (ur. 1920)
  - Genowefa Rejman, polska prawnik, wykładowczyni akademicka, polityk, poseł na Sejm PRL (ur. 1925)
- 2012:
  - Kyle Bennett, amerykański kolarz BMX (ur. 1979)
  - Janusz Krasiński, polski pisarz, reportażysta (ur. 1928)
  - Arlen Specter, amerykański polityk (ur. 1930)
- 2013:
  - José Borrello, argentyński piłkarz (ur. 1929)
  - James Daly, amerykański duchowny katolicki, biskup Rockville Centre (ur. 1921)
  - Josef Majer, czeski piłkarz (ur. 1925)
  - Bruno Metsu, francuski piłkarz, trener (ur. 1954)
  - Alexandra van der Mije, holenderska szachistka pochodzenia rumuńskiego (ur. 1940)
  - Włodzimierz Waliszewski, polski matematyk, wykładowca akademicki (ur. 1934)
- 2014 – Isaiah Ikey Owens, amerykański keyboardzista, członek zespołu The Mars Volta (ur. 1975)
- 2015:
  - Nurłan Bałgymbajew, kazachski polityk, premier Kazachstanu (ur. 1947)
  - Marianne Dickerson, amerykańska lekkoatletka, biegaczka długodystansowa (ur. 1960)
  - Mathieu Kérékou, beniński wojskowy, polityk, prezydent Beninu (ur. 1933)
  - Konrad Pustoła, polski fotograf, działacz społeczny (ur. 1976)
- 2016 – John Mone, brytyjski duchowny katolicki, biskup Paisley (ur. 1929)
- 2017:
  - Wolfgang Bötsch, niemiecki prawnik, polityk, minister poczty i telekomunikacji (ur. 1938)
  - Roman Orłow, polski malarz, kompozytor (ur. 1922)
  - Anna Szałapak, polska etnolog, piosenkarka, wykonawczyni poezji śpiewanej (ur. 1952)
  - Richard Wilbur, amerykański poeta (ur. 1921)
  - Witold Zdaniewicz, polski duchowny katolicki, pallotyn, socjolog (ur. 1928)
- 2018:
  - Enrique Baliño, urugwajski koszykarz (ur. 1928)
  - Patrick Baumann, szwajcarski prawnik, działacz sportowy, sekretarz generalny FIBA (ur. 1967)
  - Milena Dravić, serbska aktorka (ur. 1940)
  - Adam Witold Odrowąż-Wysocki, polski dziennikarz, polityk, wykładowca akademicki, wolnomularz (ur. 1924)
- 2019:
  - Harold Bloom, amerykański krytyk literacki i kulinarny (ur. 1930)
  - Bohdan Butenko, polski grafik, ilustrator książek, autor komiksów (ur. 1931)
  - Tadeusz Dyr, polski ekonomista (ur. 1964)
  - Mirosław Kalinowski, polski koszykarz (ur. 1949)
  - Andrzej Kwilecki, polski socjolog (ur. 1928)
  - Włodzimierz Wiszniewski, polski aktor (ur. 1934)
  - Ryszard Zaorski, polski aktor (ur. 1928)
- 2020:
  - Rhonda Fleming, amerykańska aktorka (ur. 1923)
  - Bogdan Matławski, polski kulturoznawca, etnolog, etnomuzykolog (ur. 1947)
  - Kuniwo Nakamura, palauski polityk, wiceprezydent i prezydent Palau (ur. 1943)
  - José Augusto Martins Fernandes Pedreira, portugalski duchowny katolicki, biskup Viana do Castelo (ur. 1935)
- 2021:
  - Ojārs Ēriks Kalniņš, łotewski dyplomata, publicysta, polityk (ur. 1949)
  - Joseph Koto, senegalski piłkarz, trener (ur. 1960)
  - Lee Wan-koo, południowokoreański prawnik, prokurator, polityk, premier Korei Południowej (ur. 1950)
  - Julianna Puławska, polska hafciarka (ur. 1935)
  - Antoni Smuszkiewicz, polski polonista, profesor nauk humanistycznych (ur. 1938)
  - Marko Živić, serbski aktor, komik (ur. 1972)
- 2022:
  - Robbie Coltrane, brytyjski aktor, komik (ur. 1950)
  - Feliks W. Kres, polski pisarz fantasy (ur. 1966)
  - Stanislav Kropilák, słowacki koszykarz (ur. 1955)
  - Aleksandros Nikolaidis, grecki taekwondzista (ur. 1979)
  - Kay Parker, brytyjska aktorka pornograficzna (ur. 1944)
  - Teresa Starzyńska, polska internistka, gastroenterolog, wykładowczyni akademicka (ur. 1952)
  - Ted White, amerykański aktor, kaskader (ur. 1926)
- 2023:
  - Piper Laurie, amerykańska aktorka (ur. 1932)
  - Stanisław Radwan, polski reżyser teatralny, scenarzysta, kompozytor (ur. 1939)
  - Jean-Charles Thomas, francuski duchowny katolicki, biskup pomocniczy Aire i Dax, biskup Ajaccio i Wersalu (ur. 1929)
- 2024:
  - Włodzimierz Dusiewicz, polski reżyser i scenarzysta filmów dokumentalnych, prezes Federacji Rodzin Katyńskich (ur. 1931)
  - Stefan Jakobielski, polski historyk, archeolog, filolog, epigrafik (ur. 1937)
  - Philip Zimbardo, amerykański psycholog społeczny (ur. 1933)